# مودم ماهواره‌ای
مودم ماهواره‌ای(به انگلیسی: Satellite modem)با کمک یک ماهواره ارتباطی، انتقال داده را ایجاد می‌کند. وظیفه اصلی مودم ماهواره ای، تبدیل ورودی دودویی به سیگنال رادیویی و بلعکس است.
بدون دستگاه مودم به شما فقط اجازه دانلود داده می‌شود؛ و برای آپلود اطلاعات باید مودم PSTN معمولی یا مودم ADSL منتقل شود.

## پیوند ماهواره
مودم ماهواره ای تنها دستگاهی نیست که برای ایجاد ارتباط کانالی مورد احتیاج است. دیگر تجهیزات مانند، آنتن‌های ماهواره ای و مبدل‌های فرکانسی ضروری است.
داده‌های ارسال شده به مودم از تجهیزات ترمینال داده (مثال: یک رایانه) منتقل می‌شود. مودم معمولاً خروجی بسامد (یعنی ۵۰ تا ۲۰۰ مگاهرتز) است، اما گاهی اوقات سیگنال مستقیم متصل می‌شود. در اغلب مواردها، بسامد قبل از تقویت و انتقال باید محتوای پایه تبدیل شود.
LNB معمولاً توسط مودم از طریق کابل سیگنال (۱۳ یا ۱۸ ولتاژ برق جریان مستقیم) مجهز شده‌است.

## کاربردها

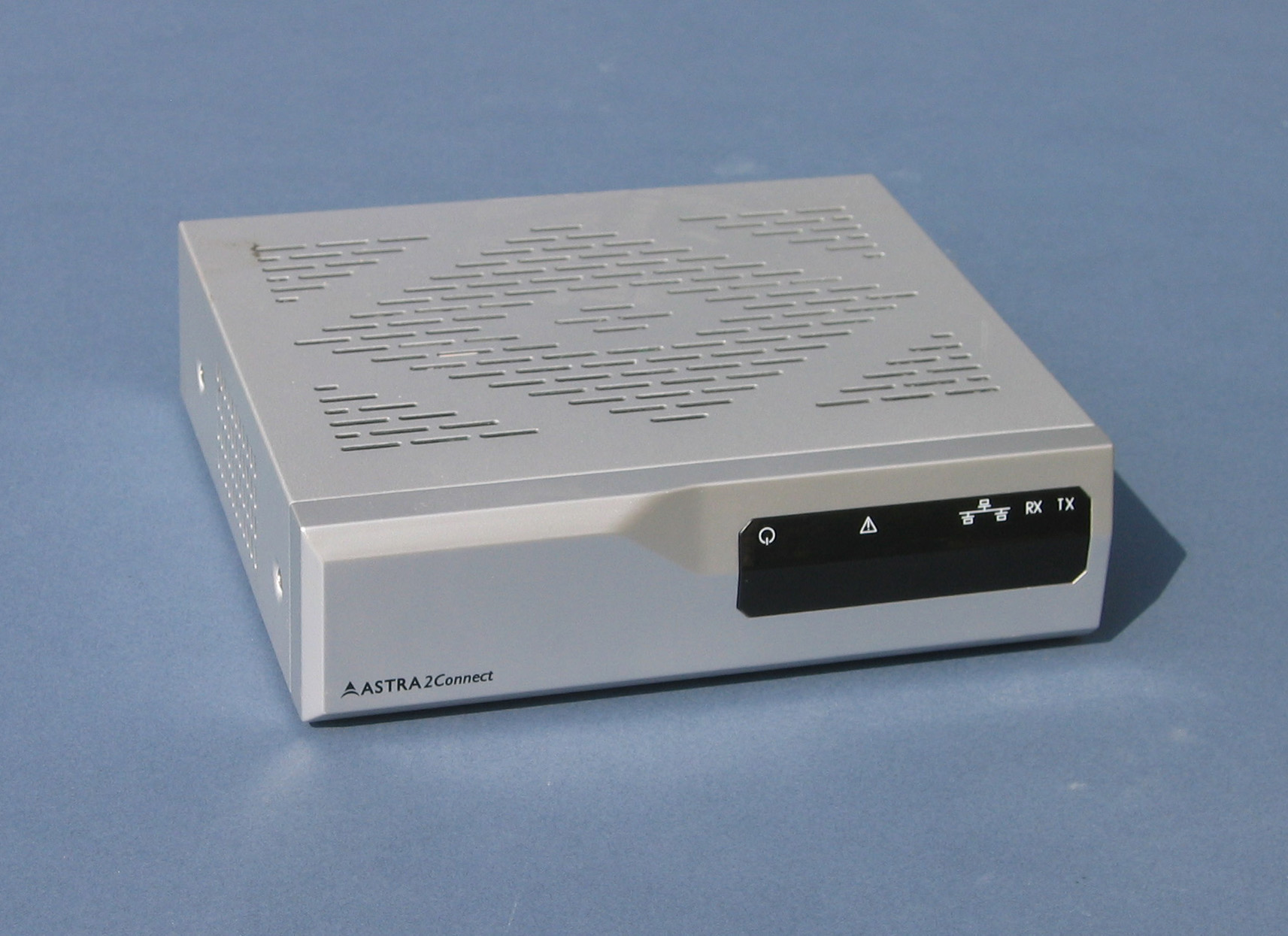
آی پی - مودم (مودم ماهواره ای ساخته شده در بلژیک) باسرعت 2Mbit/s

اغلب مودم‌های ماهواره ای برای دسترسی به اینترنت خانگی استفاده می‌شود. دو نوع مختلف که هر دو از استاندارد دیجیتال ویدئو (DVB) استفاده می‌کنند، وجود دارد:
1. (مودم‌های DVB-IP) یکطرفه: برای ارتباط از ماهواره، تلفن یا کابل استفاده نمی‌شود.
2. (مودم‌های DVB-RCS) دوطرفه: ورودی و خروجی ارتباط ماهواره ای را به کار می‌گیرند. این نوع مودم‌ها ارتباط دیگری ندارند.